# Joan Riversová
Joan Riversová (nepřechýleně Rivers; 8. června 1933 Brooklyn, New York City, New York, USA – 4. září 2014), rodným jménem Joan Alexandra Molinsky, byla americká komička a herečka. Proslavila se díky svému kontroverznímu a politicky nekorektnímu humoru. Narodila se do židovské rodiny rodičům, kteří do New Yorku emigrovali z Ruska. Nejprve studovala na Connecticut College, ale později přešla na Barnard College, kde v roce 1954 získala diplom z anglické literatury. Svou hereckou kariéru zahájila koncem padesátých let. Od roku 2010 byla jednou z moderátorů pořadu Fashion Police; rovněž moderovala pořad In Bed with Joan vysílaný přes YouTube. V letech 1965 až 1987 byl jejím manželem producent Edgar Rosenberg.

## Filmografie
| Rok  | Název                                        | Poznámky                                     |
| ---- | -------------------------------------------- | -------------------------------------------- |
| 1965 | Once Upon a Coffee House                     |                                              |
| 1968 | The Swimmer                                  |                                              |
| 1978 | Rabbit Test                                  | Také režisérka a scenáristka                 |
| 1981 | Uncle Scam                                   |                                              |
| 1984 | The Muppets Take Manhattan                   |                                              |
| 1987 | Les Patterson Saves the World                |                                              |
| 1987 | Spaceballs                                   | Hlas                                         |
| 1988 | Pee-Wee's Playhouse Christmas Special        |                                              |
| 1989 | Look Who's Talking                           | Hlas                                         |
| 1993 | Public Enemy #2                              |                                              |
| 1994 | Serial Mom                                   |                                              |
| 1995 | Napoleon                                     | Hlas                                         |
| 1999 | Goosed                                       |                                              |
| 2000 | The Intern                                   |                                              |
| 2000 | Whispers: An Elephant's Tale                 | Hlas                                         |
| 2002 | The Making and Meaning of 'We Are Family     | Dokument                                     |
| 2002 | Hip! Edgy! Quirky!                           |                                              |
| 2004 | Shrek 2                                      | Hlas                                         |
| 2004 | First Daughter                               |                                              |
| 2007 | The Last Guy on Earth                        |                                              |
| 2010 | Joan Rivers: A Piece of Work                 | Dokument; sama sebe                          |
| 2010 | Wall Street: Money Never Sleeps              | Neuvedeno                                    |
| 2011 | The Smurfs                                   | Host na párty                                |
| 2011 | Tower Heist                                  | Neuvedeno                                    |
| 2013 | Iron Man 3                                   | Cameo                                        |
| 2014 | Mostly Ghostly: Have You Met My Ghoulfriend? | Babička Doyle; poslední hraná role           |
| 2014 | The Story of the Swimmer                     | Film o filmu The Swimmer Dokument; sama sebe |